# Октябрська (присілок, Верхньокамський район)
Октя́брська (рос. Октябрьская) — присілок у складі Верхньокамського району Кіровської області, Росія. Входить до складу Лісного міського поселення.
Населення становить 8 осіб (2010, 21 у 2002).
Національний склад станом на 2002 рік — росіяни 95 %.